# Защитная бригада (Территориальная оборона Словении)
27-я защитная бригада Территориальной обороны Республики Словения (словен. 27. zaščitna brigada Teritorialne obrambe Republike Slovenije), также известная как просто Защитная бригада (словен. Zaščitna brigada) — бригада Территориальной обороны Словении и позже Вооружённых сил Словении, которая участвовала в Десятидневной войне.

## История

### Наименование
За время существования бригада меняла собственное наименование неоднократно:
- Отряд «Бор» (словен. enota Bor): 1968—1980
- 61-я бригада Территориальной обороны (словен. 61. brigada TO): 1980—1982
- Бригада Территориальной обороны имени Эдварда Карделя — Криштофа (словен. Brigada TO Edvarda Kardelja - Krištofa): 29 мая 1982—1986
- 27-я защитная бригада Территориальной обороны (словен. 27. zaščitna brigada TO): 1986—1992

### Отряд
В 1968 году был создан охранный отряд, обеспечивавший безопасность словенского политического руководства — первоначально это был взвод номер 4195-3 «Бор» (словен. Bor), в личный состав которого входили наиболее политически проверенные жители СР Словении. Официально отряд подчинялся Генеральному штабу тотальной народной обороны Словении (словен. Glavni štab za splošni ljudski odpor Slovenije), фактическим начальником которого был Иван Мачек. Основная задача отряда сводилась к охране высшего политического руководства, которое в случае вторжения сил извне (в том числе войск стран Варшавского договора) оказывалось в зоне риска и могло подвергнуться высшей опасности. В состав входили 561 член коммунистических партий Словении и Югославии (принятые в партию до 1952 года, в том числе в довоенные годы), командный состав крупнейших воинских формирований НОА и ПО Словении, народные герои Югославии, члены Совета Федерации СФРЮ и Совета Социалистической Республики Словения; около 300 специалистов (ветераны Освободительного фронта и сотрудники служб безопасности, в т.ч. ОЗНА; сотрудники прокуратуры, республиканские секретари, культурные и общественные деятели) и ещё от 100 до 300 членов семей тех, кто отнесён к вышеозначенным категориям. В случае начала боевых действий всех этих людей планировалось эвакуировать в район на реке Купа, выдать им оружие для самозащиты и личное снаряжения (в том числе спальные мешки, радиоприёмники и т.д.).

### Бригада
Отряд вырос до размеров бригады в 1973 году. В невоенное время бригада насчитывала всего 11 человек. В отличие от других бригад Территориальной обороны СР Словении, состав этой бригады был постоянным, утверждённым ещё в мирное время. Однако бригада могла проводить и различные контртеррористические операции, вследствие чего её состав менялся (в составе бригады были инженерные и танковые части, войска ПВО, РХБЗ и связи). В 1980 году в состав бригады входило около 2500 человек. Летом 1982 года её признали лучшей бригадой территориальной обороны СФРЮ. В 1985 году после реорганизации численность сократилась до 1566 человек.
На основании своего элитного статуса бригада осуществляла набор личного состава с учётом морально-политических характеристик, профессиональной военной подготовки и возраста. Личный состав бригады набирался в 1980—1986 годах из 12 общин Словении: Любляна — Бежиград, Любляна — Центр, Любляна — Мосте-Поле, Любляна — Шишка, Любляна — Вич-Рудник, Домжале, Гросупле, Камник, Кочевье, Крань, Лития и Рибница. В 1986—1990 годах личный состав набирался из пяти общин Любляны, а также из общин Кочевье, Домжале и Рибница.
17 декабря 1990 года частям бригады, которой командовал капитан Антон Кркович, предоставили новое вооружение и технику в Кочевской-Реке. Председатель Исполнительного вече Скупщины СР Словении Лойзе Петерле в речи заявил: «Сегодня я впервые почувствовал дух словенской армии» (словен. Danes mi je prvič zadišalo po slovenski vojski). Защитная бригада приняла участие в Десятидневной войне, вынудив Югославскую народную армию покинуть территорию республики; параллельно бригаду стали называть Специальной бригадой МОРиС (словен. Specialna brigada MORiS).
13 октября 1992 года министр обороны Словении Янез Янша издал распоряжение о преобразовании Защитной бригады в 1-ю специальную бригаду МОРиС.

## Командование
Командиры
- полковник Милош Забуковец (словен. Miloš Zabukovec): 1968 — ноябрь 1988
- полковник Франц Карл (словен. Franc Carl): ноябрь 1988—1990
- полковник Антон Кркович[словен.]: 1990—1992

Июнь 1991
- командир: полковник Антон Кркович[словен.]
- начальник штаба: майор Йоже Првиншек[словен.]
- начальник службы безопасности: майор Андрей Бремец (словен. Andrej Bremec)
- начальник разведывательной службы: майор Борис Микуш[словен.]
- помощник по внутренним вопросам: майор Штефан Цимер (словен. Štefan Cimer)
- референт по организационно-мобилизационным вопросы: капитан 1-го ранга Миран Лопарец[словен.]
- референт по мотивации и информированию: старший сержант 1-го класса Албин Микулич[словен.]
- командир 1-го отряда: капитан 1-го класса Звонко Жагар[словен.]
- командир 2-го отряда: капитан 1-го класса Антиша Гргантов (словен. Antiša Grgantov)
- командир 3-го отряда: капитан 1-го класса Цвето Зорко[словен.]
- командир разведывательных отрядов: лейтенант Владислав Троха[словен.]

## Организация
1973—1985
- командование
- штабные части:

- инженерная рота
- рота связи
- танковая рота
- рота РХБЗ
- транспортная рота
- взвод ПВО

- 1-й пехотный батальон
- 2-й пехотный батальон
- 3-й пехотный батальон
- 4-й пехотный батальон

Июнь 1991
- командный отряд
- разведывательно-полицейская рота
- отряд быстрого реагирования
- полицейский взвод
- 1-й защитный отряд
- 2-й защитный отряд
- 3-й защитный отряд
- республиканский отряд снабжения

## Награды и признание
В 1976—1978 годах отряд был призван лучшим подразделением Территориальной обороны Словении. В 1982 году бригаду признали лучшим подразделением Территориальной обороны Югославии и наградили большой памятной доской от ВС СФРЮ, а также Большой звездой ордена Военных заслуг.